# Première Nation de White River
La Première Nation de White River (en anglais : White River First Nation) est une Première Nation (au sens de collectivité) du Yukon, au Canada. Elle est située à Beaver Creek, le village le plus occidental du Canada. Les membres de la Première Nation sont Tananas, Tutchones du Nord ou Tutchones du Sud. La Première Nation ne bénéficie d'aucune réserve, mais la localité de Beaver Creek constitue son centre urbain.

## Histoire
Le territoire de la Première Nation de White River est situé à l'extrême-ouest du territoire du Yukon, près de la frontière avec l'Alaska, dans une région historiquement habitée par le peuple tanana, qui parlait le haut tanana, et par le peuple tutchoni du Nord, qui parlait le tutchone.
Les tribus locales de ces deux peuples, étroitement liées par des mariages entre leurs membres, sont regroupées en 1951 par le gouvernement canadien pour former une seule bande, la Bande indienne de White River, et ce, à des fins administratives.
En 1961, le gouvernement fusionne la bande avec la Bande indienne de Burwash, peuplée par les Tutchonis du Sud et située à Burwash, en bordure du lac Kluane. La bande est alors renommée Bande indienne de Kluane, puis Confrérie tribale de Kluane et puis Conseil tribal de Kluane. En 1990, le conseil tribal procède à la division de ses membres en deux bandes distinctes : la Première Nation de Kluane à Burwash et la Première Nation de White River à Beaver Creek.
Au début des années 2000, la Première Nation négocie avec le gouvernement fédéral en vue de conclure un accord sur des revendications territoriales. Incapables de parvenir à une entente à soumettre aux membres de la Première Nation, le mandat du gouvernement de négocier sur ces revendications se termine avant que toute entente ne soit conclue.